# Franz von Rieffel
Franz Joseph Friedrich Thaddäus Freiherr von Rieffel (* 11. Mai 1815 in Gießen; † 12. Mai 1858 in Darmstadt) war Ministerialrat in der Regierung des Großherzogtums Hessen. Nach der Wahl zum 15. Landtags 1856 wurde er zum Landtagskommissar für die Zweite Kammer der Landstände des Großherzogtums Hessen ernannt.

## Familie
Die Familie Rieffel wurde am 11. September 1792 in den Reichsfreiherrenstand erhoben. Franz von Rieffel war der Sohn von Franz Thaddäus Joseph von Rieffel († 1818) und dessen Ehefrau Katharina Eleonore geborene Buff (1791–1843). Verheiratet war Franz von Rieffel seit 1838 mit Elise, geborene Kempf (1815–1891), Tochter des Oberfinanzrats Johann Justus Carl Kempf (1786–1850). Aus der Ehe gingen zwei Söhne und zwei Töchter hervor.

## Auszeichnungen
Er wurde mit folgenden Orden ausgezeichnet:
- Komtur des Verdienstordens der Bayerischen Krone
- Ritter Ordens der Württembergischen Krone
- Kommandeur II. Klasse des Ordens vom Zähringer Löwen[4]